# Виллер-Бокаж (Кальвадос)
Вилле́р-Бока́ж (фр. Villers-Bocage) — коммуна во Франции, находится в регионе Нижняя Нормандия. Департамент коммуны — Кальвадос. Входит в состав кантона Виллер-Бокаж. Округ коммуны — Кан.
Код INSEE коммуны — 14752.

## Население
| Год  | Численность | Численность |
| ---- | ----------- | ----------- |
| 1968 | 1985        | [ 5 ]       |
| 1975 | 2317        | [ 5 ]       |
| 1982 | 2623        | [ 5 ]       |
| 1990 | 2845        | [ 5 ]       |
| 1999 | 2904        | [ 5 ]       |
| 2006 | 2868        | [ 5 ]       |
| 2011 | 3007        | [ 5 ]       |
| 2013 | 3120        |             |
| 2015 | 3105        | [ 6 ]       |
| 2016 | 3144        | [ 7 ]       |
| 2017 | 3108        | [ 8 ]       |
| 2018 | 3134        | [ 9 ]       |
| 2019 | 3160        | [ 10 ]      |
| 2020 | 3147        | [ 11 ]      |
| 2021 | 3130        | [ 12 ]      |
| 2022 | 3113        | [ 3 ]       |

## История
13 июня 1944 года в ходе проведения союзниками операции «Оверлорд» шёл бой у Виллер-Бокажа. В ходе боя немцам удалось отстоять свои позиции благодаря действиям немецкого танкового аса Михаэля Виттмана и его подразделения. Неделю спустя бои за деревню продолжались. В ходе операции «Эпсом» деревня была стерта с лица земли 250 тяжёлыми бомбардировщиками Королевских ВВС.

## Экономика
В 2010 году среди 1789 человек трудоспособного возраста (15—64 лет) 1369 были экономически активными, 420 — неактивными (показатель активности — 76,5 %, в 1999 году было 73,6 %). Из 1369 активных жителей работали 1219 человек (625 мужчин и 594 женщины), безработных было 150 (75 мужчин и 75 женщин). Среди 420 неактивных 126 человек были учениками или студентами, 182 — пенсионерами, 112 были неактивными по другим причинам.